# Obserwatorium Sphinx

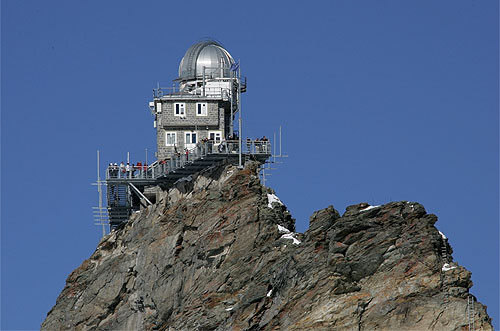
Obserwatorium Sphinx

Obserwatorium Sphinx – obserwatorium astronomiczne położone w Szwajcarii, ponad przełęczą Jungfraujoch. Obserwatorium Sphinx jest częścią stacji badawczej Jungfraujoch – jednej z dwóch Wysokościowych Stacji Badawczych organizacji HFSJG (International Foundation High Altitude Research Stations Jungfraujoch and Gornergrat).
Infrastruktura:
- Budynek obserwatorium Sphinx znajduje się na wysokości: taras widokowy 3571 m n.p.m.; najwyższe laboratorium 3580 m n.p.m.
  - 76 cm Teleskop Cassegraina
  - Spektrometr słoneczny
  - Lidar
  - Stacja meteorologiczna
  - Dwa duże i dwa małe laboratoria, pracownia, dwa tarasy
- Budynek stacji badawczej znajduje się na wysokości 3450 m n.p.m.
  - Pięć laboratoriów, z których dwa są przystosowane do eksperymentów chemicznych
  - Warsztat mechaniczny
  - Sprężarka powietrza przystosowana do zaopatrywania w ciekły azot
  - Biblioteka, jadalnia, kuchnia, dziesięć pokoi, łazienki z prysznicem
  - Dostosowywanie do potrzeb użytkowników (prąd, woda, telefon, laboratoria chemiczne i medyczne, ciekły azot jako chłodziwo, fax, internet).

Na przełęczy znajduje się także ośrodek turystyczny z hotelem, stacją najwyższej w Europie kolejki zębatej, kilkoma restauracjami, sklepami i tarasami widokowymi.
Ciśnienie atmosferyczne: 619 mbar < p < 675 mbar; ; p (średnie) ≈ 653.3 mbar

Temperatura powietrza: -37 °C < T < +10 °C; T (średnia): ≈ -8.2 °C